# 东平水库
东平水库是中国广西壮族自治区贵港市平南县东华镇境内的一座水库，位于浔江支流秦川河上，建于1958年。水库正常库容为1248万立方米，集雨面积为131平方千米，海拔为84米。